# 中值定理
在數學分析中，均值定理（英語：mean value theorem）大致是講，給定平面上固定兩端點的可微曲線，則這曲線在這兩端點間至少有一點，在這點該曲線的切線的斜率等於兩端點連結起來的直線的斜率。
更仔細點講，假設函數 {\displaystyle f} 在閉區間 {\displaystyle [a,b]} 連續且在開區間 {\displaystyle (a,b)} 可微，則存在一點{\displaystyle c,\,a<c<b}，使得
{\displaystyle f'(c)={\frac {f(b)-f(a)}{b-a}}}
中值定理包括微分中值定理和积分中值定理。

## 微分中值定理
微分中值定理分为罗尔中值定理、拉格朗日中值定理和柯西中值定理，内容粗略的说是指平面上一段固定端點的可微曲线，兩端點之中必然有一点，它的斜率與連接兩端點的直線斜率相同（严格的数学表达参见下文）。
當提到均值定理時在沒有特別說明下一般指拉格朗日均值定理。

### 罗尔中值定理

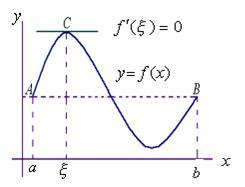
罗尔定理的几何意义

如果函数{\displaystyle f(x)}满足
1. 在闭区间{\displaystyle [a,b]}上连续；
2. 在开区间{\displaystyle (a,b)}内可导；
3. 在区间端点处的函数值相等，即{\displaystyle f(a)=f(b)}，

那么在{\displaystyle (a,b)}内至少有一点{\displaystyle \xi (a<\xi <b)}，使得{\displaystyle f^{\prime }(\xi )=0}
这个定理称为罗尔定理。

### 拉格朗日中值定理（均值定理）

拉格朗日中值定理的几何意义

令{\displaystyle f:[a,b]\rightarrow \mathbf {R} }为闭区间{\displaystyle [a,b]}上的一个连续函数，且在开区间{\displaystyle (a,b)}内可导，其中{\displaystyle a<b}。那么在{\displaystyle (a,b)}上存在某个{\displaystyle c}使得
{\displaystyle f'(c)={\frac {f(b)-f(a)}{b-a}}}
此定理称为拉格朗日中值定理，也簡稱均值定理，是罗尔中值定理的更一般的形式，同时也是柯西中值定理的特殊情形。
这个定理在可以稍微推廣一點。只需假设 {\displaystyle f:[a,b]\rightarrow \mathbb {R} } 在 {\displaystyle [a,b]} 连续，且在開區間 {\displaystyle (a,b)} 内对任意一點 {\displaystyle x}，极限
{\displaystyle \lim _{h\to 0}{\frac {f(x+h)-f(x)}{h}}}
存在，为一个有限数字或者等于+∞或−∞.如果有限，则极限等于{\displaystyle f'(x)}。這版本定理应用的一个例子是函數 {\displaystyle x\to x^{1/3}}，实值三次方根函数，其导数在原点趋于无穷。
注意若一个可微函数的值域是複數而不是實數，則上面这定理就未必正确。例如，对實數 {\displaystyle x} 定义{\displaystyle f(x)=e^{ix}}。那么
{\displaystyle f(2\pi )-f(0)=0\neq f'(c)(2\pi -0)}
因{\displaystyle |f'(x)|=1\neq 0} 时，{\displaystyle c} 為開區間 {\displaystyle (0,2\pi )} 中任意一點。

### 柯西中值定理
柯西中值定理，也叫拓展中值定理，是中值定理的一般形式，其叙述为：如果函数 {\displaystyle f} 和 {\displaystyle g} 都在闭区间{\displaystyle [a,b]} 上连续，且在开区间 {\displaystyle (a,b)} 上可导，那么存在某个{\displaystyle c\in (a,b)}，使得
{\displaystyle (f(b)-f(a))g\,'(c)=(g(b)-g(a))f\,'(c)\,}
当然，如果{\displaystyle g(a)\neq g(b)} 且 {\displaystyle g'(c)\neq 0}，則可表示成：
{\displaystyle {\frac {f'(c)}{g'(c)}}={\frac {f(b)-f(a)}{g(b)-g(a)}}}
在几何上，这表示曲线
{\displaystyle {\begin{cases}[a,b]\to \mathbb {R} ^{2}\\t\mapsto (f(t),g(t))\end{cases}}}

柯西定理的几何意义

上存在一點其切線平行于由兩點（{\displaystyle f(a),g(a)}）和（{\displaystyle f(b),g(b)}）所連接的直线。但柯西定理不能表明在任何情况下這種切線都存在，因为可能存在一些{\displaystyle c}值使{\displaystyle f(c)=g(c)=0}，所以在这些点曲线根本没有切线。下面是这种情形的一个例子
{\displaystyle t\mapsto (t^{3},1-t^{2})}
在区间{\displaystyle [-1,1]}上，曲线由{\displaystyle (-1,0)}到{\displaystyle \left(1,0\right)}，却并无一个水平切线，但在{\displaystyle t=0}处有一个驻点（实际上是一个尖点）。
柯西中值定理可以用来证明洛必达法则。拉格朗日中值定理是柯西中值定理当{\displaystyle g(t)=t}时的特殊情况。

## 积分中值定理
积分中值定理分为积分第一中值定理和积分第二中值定理，它们各包含两个公式。其退化状态均指在ξ的变化过程中存在一个时刻使两个图形的面积相等（严格表述在下面）。

### 积分第一中值定理
设{\displaystyle f:[a,b]\rightarrow \mathbb {R} }为一连续函数，{\displaystyle g:[a,b]\rightarrow \mathbb {R} }要求{\displaystyle g(x)}是可积函数且在积分区间不变号，那么存在一点{\displaystyle \xi \in (a,b)}使得
{\displaystyle \int _{a}^{b}f(x)g(x)\,dx=f(\xi )\int _{a}^{b}g(x)\,dx}。

#### 证明

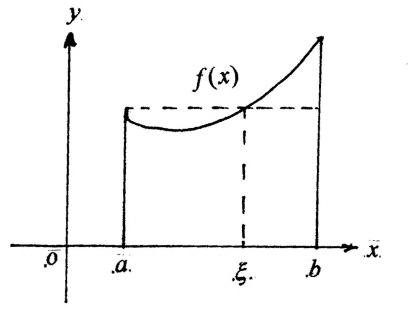
积分第一中值定理推论的几何意义

在不失去一般性的条件下，设对所有{\displaystyle x}，有{\displaystyle g(x)\geq 0}；
因为{\displaystyle f}是闭区间上的连续函数，{\displaystyle f}取得最大值{\displaystyle M}和最小值{\displaystyle m}。于是
{\displaystyle mg(x)\leq f(x)g(x)\leq Mg(x)}
对不等式求积分，我们有
{\displaystyle m\int _{a}^{b}g(x)\,dx\leq \int _{a}^{b}f(x)g(x)\,dx\leq M\int _{a}^{b}g(x)\,dx}。
若{\displaystyle \int _{a}^{b}g(x)\,dx=0}，则{\displaystyle \int _{a}^{b}f(x)g(x)\,dx=0}。{\displaystyle \xi }可取{\displaystyle [a,b]}上任一点。
若不等于零那么{\displaystyle \int _{a}^{b}g(x)\,dx>0}，
{\displaystyle m\leq {\frac {\int _{a}^{b}f(x)g(x)\,dx}{\int _{a}^{b}g(x)\,dx}}\leq M}
因为{\displaystyle m\leq f(x)\leq M}是连续函数，根據介值定理，则必存在一点{\displaystyle \xi \in [a,b]}，使得
{\displaystyle f(\xi )={\frac {\int _{a}^{b}f(x)g(x)\,dx}{\int _{a}^{b}g(x)\,dx}}}
{\displaystyle g(x)<0}的情况按同样方法证明。

#### 推论（拉格朗日中值定理的积分形式）
在上式中令{\displaystyle g(x)=1}，则可得出：
设{\displaystyle f:[a,b]\rightarrow \mathbf {R} }为一连续函数，则∃{\displaystyle \xi \in [a,b]}，使
{\displaystyle f(\xi )={\frac {\int _{a}^{b}f(x)\,dx}{b-a}}}
它也可以由拉格朗日中值定理推出：
设{\displaystyle F(x)}在{\displaystyle [a,b]}上可导，{\displaystyle f(x)=F^{\prime }(x)}，则∃{\displaystyle \xi \in [a,b]}，使
{\displaystyle f(\xi )=F^{\prime }(\xi )={\frac {F(b)-F(a)}{b-a}}={\frac {\int _{a}^{b}f(x)\,dx}{b-a}}}

### 积分第二中值定理
积分第二中值定理与积分第一中值定理相互独立，却又是更精细的积分中值定理。它可以用来证明Dirichlet-Abel反常Riemann积分判别法。

#### 内容
若{\displaystyle f,g}在{\displaystyle [a,b]}上黎曼可积且{\displaystyle f(x)}在{\displaystyle [a,b]}上单调，则存在{\displaystyle [a,b]}上的点ξ使
{\displaystyle \int _{a}^{b}{f(x)g(x)\mathrm {d} x=}f(a)\int _{a}^{\xi }{g(x)\mathrm {d} x+}f(b)\int _{\xi }^{b}{g(x)\mathrm {d} x}}

#### 退化态的几何意义

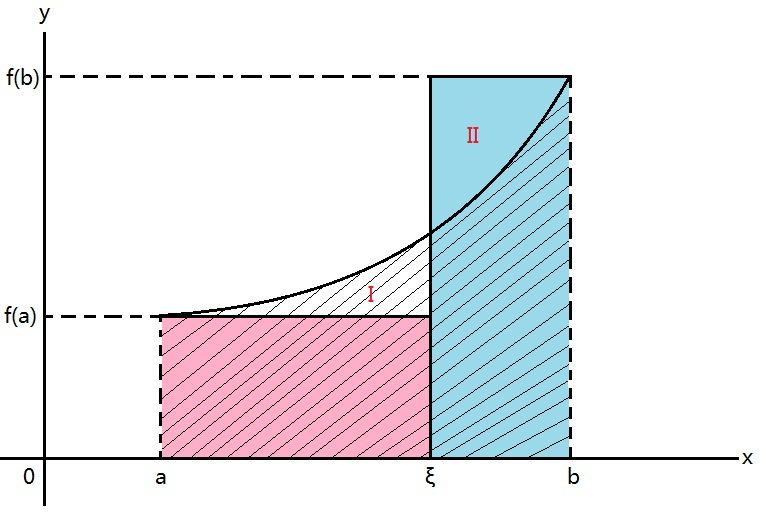
第二积分中值定理退化形式的几何意义

令{\displaystyle g(x)=1}，则原公式可化为：
{\displaystyle \int _{a}^{b}{f(x)dx}=f(a)(\xi -a)+f(b)(b-\xi )}
进而导出：
{\displaystyle \int _{a}^{\xi }{f(x)dx}-f(a)(\xi -a)=f(b)(b-\xi )-\int _{\xi }^{b}{f(x)dx}}
此时易得其几何意义为：
能找到ξ∈[a,b]，使得S[红]+S[蓝]=S[阴影]，即S[I]=S[II]

### 应用
关于积分中值定理的一个重要应用是可以去除掉积分号，或者使复杂的被积函数化为相对简单的被积函数，从而使问题简化。